# Keta Lagoon
Keta Lagoon är en lagun i Ghana. Den ligger i den sydöstra delen av landet, 130 km öster om huvudstaden Accra. Keta Lagoon ligger 43 meter över havet.